# 遠藤楽
遠藤 楽（えんどう らく、1927年3月13日 - 2003年7月24日）は、日本の建築家。フランク・ロイド・ライトから直接教えを受けた最後の日本人であり、親子二代にわたりタリアセンにてライトの薫陶を受けた。日本国内に、北は青森県八戸市から南は鹿児島県まで300件を超える建築作品を残した。

## 生涯
遠藤新と都の次男として東京府豊多摩郡和田堀町（現・東京都杉並区）に生まれる。
1946年3月に自由学園男子部高等科を卒業して、和泉工務所に入社した。1949年、遠藤新建築教室（遠藤新建築創作所、新建創）に移る。
1957年3月から、アメリカ合衆国ウィスコンシン州のタリアセンにて、フランク・ロイド・ライトに学ぶ。1958年1月に新建創に復帰した。
1967年から、帝国ホテル（2代目の建物となるいわゆるライト館）の保存運動に参加した（1970年まで）。
2000年10月、フランク・ロイド・ライト建築保存協会よりライトスピリット賞（特別賞）を受賞した。
2003年3月、フランク・ロイド・ライト建築保存協会の名誉理事となる。
2003年7月26日、心筋症のため死去。自身が設計した滝野川教会（東京都北区）にてお別れ会がもたれた。

## 主な作品
- 1960年 てんぷら天一（内装）
- 1963年 婦人之友社社屋
- 1966年 自由学園羽仁両先生記念図書館
- 1981年 自由学園創立六十周年記念講堂
- 1991年 滝野川教会[1]